# Dodge (Washington)
Dodge az Amerikai Egyesült Államok északnyugati részén, Washington állam Garfield megyéjében elhelyezkedő önkormányzat nélküli település.